# Daniel Reuss
Daniel Reuss (1961) is een Nederlands koor- en operadirigent.

## Loopbaan
Reuss studeerde aan het Rotterdams Conservatorium bij Barend Schuurman. Hij is als artistiek leider en dirigent verbonden (geweest) aan de volgende koren en ensembles: 
- van 1982 tot 2007 het Oude Muziek Koor Arnhem
- van 1988 tot 1998 het Vocaal ensemble "Venus"
- sinds 1990 Cappella Amsterdam
- van 1998 tot 2001 het Bachkoor Holland
- van 1990 tot 1997 het Nederlands Studenten Kamerkoor
- van 2003 tot 2007 het RIAS Kammerchor in Berlijn
- sinds 2008 het Ests Filharmonisch Kamerkoor in Tallinn.

In de zomer van 2006 leidde hij, op uitnodiging van Pierre Boulez, de Lucerne Festival Academy. In februari 2007 debuteerde Reuss bij de English National Opera, met Agrippina van Händel.
Zijn cd-opname met het RIAS Kammerchor van werken van Frank Martin en Olivier Messiaen op het label Harmonia Mundi werd bekroond met zowel de Franse Diapason d'or de l'année 2004 als de Preis der Deutschen Schallplattenkritik. Die laatste prijs won hij in 2015 met Cappella Amsterdam opnieuw met een cd met koorwerken van Brahms.
Reuss werd op 2 november 2016 benoemd tot Ridder in de Orde van de Nederlandse Leeuw.